# EJ 575
EJ 575 (читать ЭЙе 575, чеш. Elektrická Jednotka, 575-й тип) — двухэтажный электропоезд переменного тока производства компании Škoda Transportation холдинга Škoda (завод Škoda Vagonka). Выпускался по заказу Литовских железных дорог (лит. Lietuvos geležinkeliai, или, на время заказа, LG). Заводское обозначение 5Ev. Иногда может упоминаться без префикса EJ (просто как электропоезд серии 575 Литовских железных дорог, или коротко — по принадлежности к этому оператору — LG 675 (позже LTG 575).

## История создания и выпуска
Электропоезд создан на базе поезда той же фирмы серии 471 для железных дорог ČD (Чехия), известного как CityElefant. Бренд CityElefant стал также восприниматься как имя для семейства созданных на базе электропоездов ČD серии 471 и иногда употребляется и для EJ 575.
В 2006 году изготовитель подвижного состава, именовавшийся в то время ČKD Vagonka, заключил контракт на поставку двух электропоездов серии 575 с литовским оператором LG.
После появления EJ 575 разные поезда этого семейства поставлялись в Словакию и на Украину. Данные по моторвагонным электропоездам CityElefant приведены ниже в таблице:
| Серия  | Оператор | Композиция      | Электропитание     | Год выпуска первого образца |
| ------ | -------- | --------------- | ------------------ | --------------------------- |
| 471    | ČD       | Мг+Пп+Пг        | 3 кВ               | 1997                        |
| EJ 575 | LTG      | Мг+Пп+Пг, Мг+Пг | 25 кВ 50 Гц        | 2008                        |
| 671    | ZSSK     | Мг+Пп+Пг        | 25 кВ 50 Гц / 3 кВ | 2010                        |
| EJ 675 | УЗ       | Мг+4Пп+Мг       | 25 кВ 50 Гц / 3 кВ | 2012                        |

Оба состава (получившие порядковые номера 001 и 002) были построены в 2008 году. Первый из них покинул завод в июне 2008 года и был отправлен на испытания. В ночь с 8 на 9 сентября того же года состав отправился в Литву. Позже стороны договорились о поставке ещё двух электропоездов, и в 2010 году были построены составы с номерами 003 и 004. В 2011 году был заключён очередной контракт, подразумевающий поставку ещё пяти электропоездов, а вслед за ним был заказан ещё один состав. Последним из известных стал контракт на три состава, заключённый в 2014 году.
| Сведения о постройке электропоездов | Сведения о постройке электропоездов  | Сведения о постройке электропоездов |
| Год выпуска                         | Количество выпущенных электропоездов | Номера выпущенных электропоездов    |
| ----------------------------------- | ------------------------------------ | ----------------------------------- |
| 2008                                | 2                                    | 001, 002                            |
| 2010                                | 2                                    | 003, 004                            |
| 2012                                | 2                                    | 005, 006                            |
| 2013                                | 4                                    | 007—010                             |
| 2016                                | 1                                    | 011                                 |
| 2017                                | 2                                    | 012, 013                            |

Все вышеперечисленные электропоезда, за исключением двухвагонных EJ 575-006 и EJ 575-008, построены в трёхвагонной составности (всего 37 вагонов).

## Общие сведения

### Назначение
Электропоезд с местами 1 и 2 класса предназначен для пригородных и межрегиональных перевозок пассажиров на электрифицированных участках железных дорог шириной колеи 1520 мм с номинальным напряжением в контактной сети 25 кВ переменного тока частоты 50 Гц.

### Составность
Электропоезд может иметь трёхвагонную и двухвагонную составность. Трёхвагонный состав состоит из одного моторного головного (Мг), одного прицепного промежуточного (Пп) и одного прицепного головного (Пг) вагонов, то есть формируется в композиции Мг+Пп+Пг. Двухвагонный состав отличается от него отсутствием вагона Пп (композиция Мг+Пг).

### Технические характеристики
Параметры электропоезда (источник , если не указано иное):
- ширина колеи — 1520 мм[1][7];
- максимальная скорость — 160 км/ч[1][7];
- длина трёхвагонного/двухвагонного состава — 79 200 / 52 800 мм;
- ширина — 2820 мм[1][7];
- высота крыши — 4635 мм[1][7];
- высота пола на уровне входа — 550 мм;
- количество мест трёхвагонного/двухвагонного состава — 304[к 7] / 170[к 7];
- количество мест для инвалидов в колясках — 4;
- напряжение и род тока — 25 кВ 50 Гц переменного тока[1][4][7];
- мощность ТЭД — 500 кВт;
- выходная мощность — 4×500=2000 кВт[1][7].

Осевая формула моторного вагона 20-20, прицепного вагона 2-2 (соответственно Bo'Bo' и 2'2' по системе UIC).

### Нумерация и маркировка
Обозначение EJ 575 установлено для всей серии и на вагоны изначально не наносилось. Позже обозначение серии (без пробела) и трёхзначный порядковый номер стали наноситься на лобовой части головных вагонов по центру над автосцепкой (в формате EJ575-XXX, где XXX — порядковый номер). По состоянию на 2022 год построено 13 составов с порядковыми номерами от 001 до 013 включительно.
Вагонам электропоезда присвоены трёхзначные обозначения серии: 211 (вагон Мг), 307 (вагон Пг) и 444 (вагон Пп). Каждый из них получает трёхзначный порядковый номер, а в средней части борта под окнами первого этажа вагона наносится его сетевой номер, состоящий из 12 цифр с пробелами и дефисом и включающий обозначение серии и порядкового номера. Например, для вагонов Мг, Мп и Пп состава EJ 575-003 соответственно выделены сетевые номера 94 24 9 211 003-9, 94 24 5 307 003-4 и 94 24 5 444 003-8.
Под лобовым стеклом в центре наносится логотип оператора, а в средней части борта над окнами первого этажа каждого вагона — тот же логотип с наименованием оператора.

## Конструкция
Каждый вагон имеет по два тамбура с выходами на обе стороны каждый. Тамбуры выполнены низкопольными, что позволяет производить посадку и высадку пассажиров при средних и низких платформах. Они адаптированы для посадки инвалидов в колясках.
Салоны 1 и 2 классов оборудованы системой кондиционирования воздуха. Установлена система оповещения. Имеются туалеты, адаптированные для лиц с ограниченными возможностями. В вагонах установлены торговые автоматы для горячих и холодных напитков.
В вагонах установлено внешнее и внутреннее видеонаблюдение. Установлены устройства и системы безопасности КЛУБ-У, ТСКБМ.

## Эксплуатация
После серии тестовых заездов первый доставленный электропоезд (EJ 575-001) приступил к регулярной работе с 24 декабря 2008 года на линии, которая соединяет станции Вильнюс и Каунас-1 (с одной остановкой на промежуточной станции Кайшядорис) со временем следования 59 минут. С февраля 2009 года на тот же маршрут вышел EJ 575-002. Позже прибыли и вышли в рейсы остальные электропоезда. Некоторые составы стали использоваться для международного сообщения на линии Вильнюс — Минск. Все 13 поездов поступили в депо Науйойи-Вильня.

### Комментарии
1. ↑  Букв. электрическая секция (электропоезд).
2. ↑  Позже обозначение оператора заменено на LTG.
3. ↑  ČD — чеш. České dráhy, Чешские железные дороги.
4. ↑  LTG — лит. Lietuvos geležinkeliai, Литовские железные дороги.
5. ↑  ZSSK — словац. Železničná spoločnosť Slovensko, Железнодорожная компания Словакия.
6. ↑  УЗ — укр. Укрзалізниця, Украинская железная дорога.
7. 1 2  В том числе 23 места 1 класса.
8. ↑  Высокая платформа — платформа, высота которой над уровнем головки рельса (УГР) составляет 1100 мм. Средняя платформа — платформа, высота которой над УГР составляет 550 мм. Низкая платформа — платформа, высота которой над УГР не более 200 мм[16].